# Koenigsegg Agera
Koenigsegg Agera — це гіперкар[що це?] шведської компанії Koenigsegg Automotive AB, випущений до святкування 15-річчя від дня її заснування. Є продовженням раніше випущеної моделі Koenigsegg CCX. Офіційний реліз відбувся на автосалоні в Женеві в 2010 році. Назва Agera перекладається з шведської мови як Дія.
У 2011 році була представлена модифікація Koenigsegg Agera R, адаптована для роботи на біопаливі.

## Опис

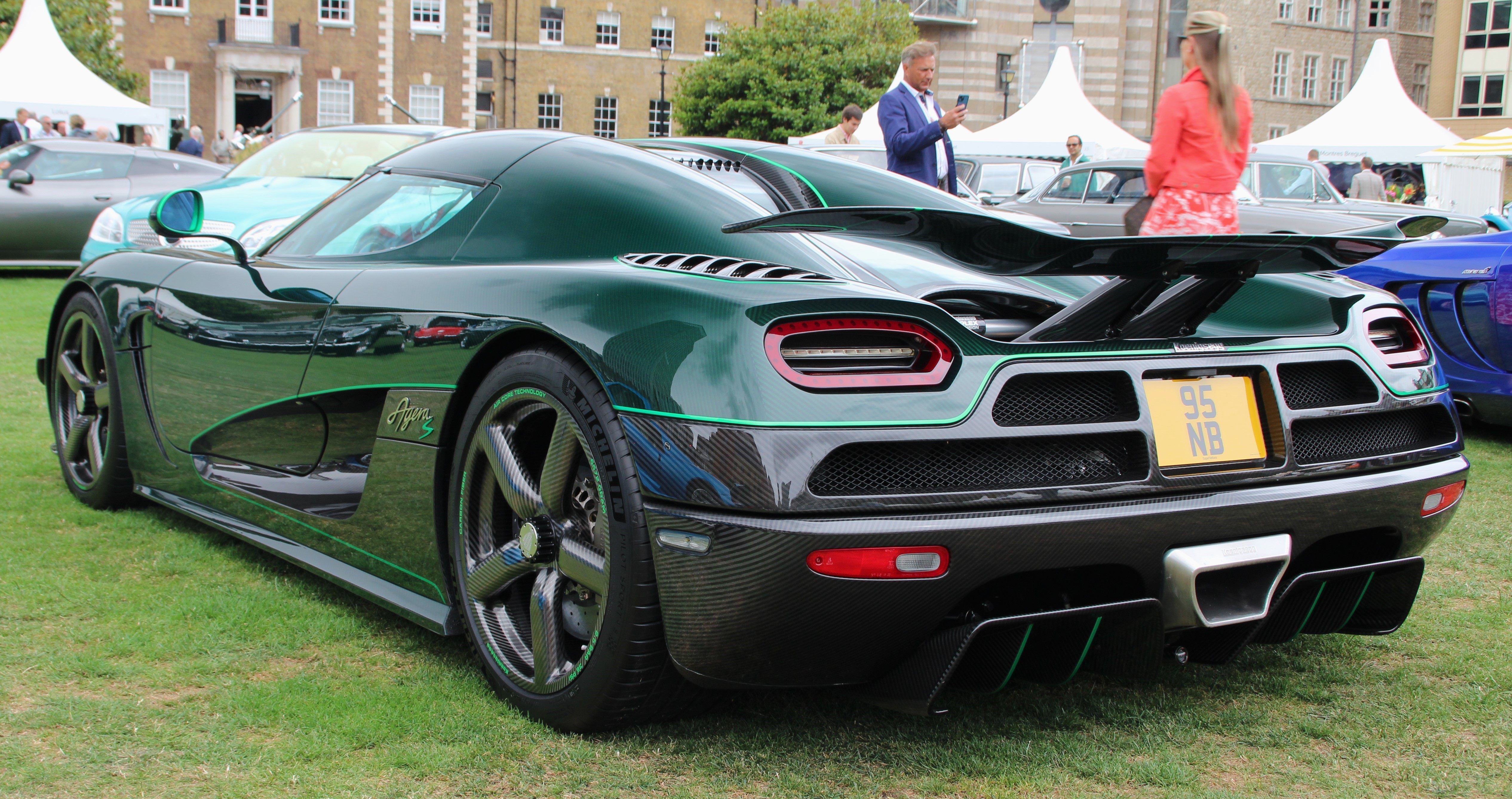
Koenigsegg Agera S

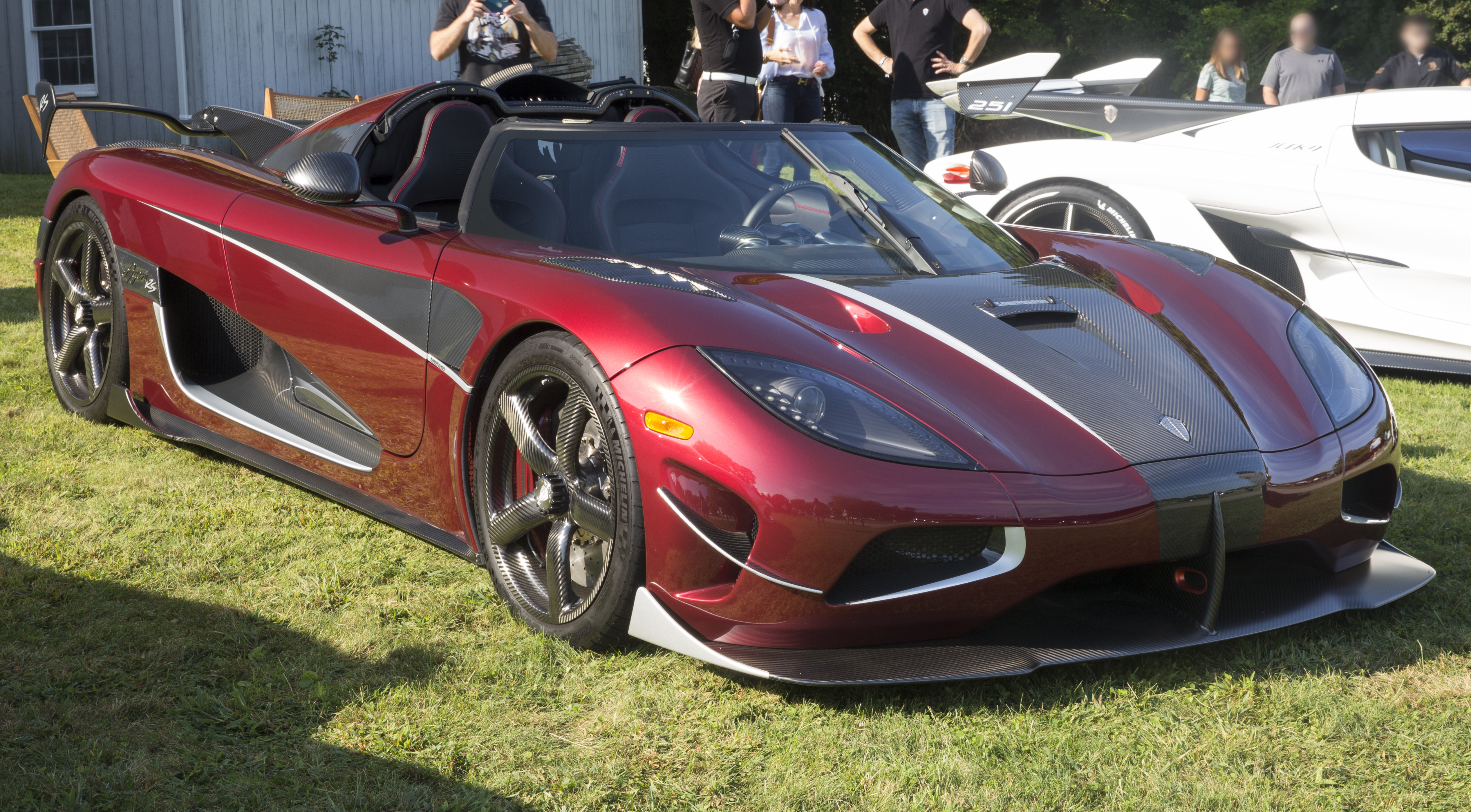
Koenigsegg Agera RS

Прототип Koenigsegg Agera оснащується стандартним двигуном V8 об'ємом 4,7 л. потужністю 910 к.с. з двома турбокомпресорами з постійною геометрією. Коробка передач, встановлена на прототип, шестиступінчаста. Розгін 0-100 км/год займає 3,1 сек, до 200 км/год 8,9 сек. Теоретична максимальна швидкість становить 440 км/год.
Серійна модель оснащується 5 літровим двигуном потужністю 940 к.с. при 6900 об/хв.
У розробці нової моделі допомагав гонщик-випробувач Лоріс Бікоччі.

## Технічні характеристики
|                                | Koenigsegg Agera                              | Koenigsegg Agera R                            | Koenigsegg Agera S                            | Koenigsegg Agera RS                           |
| ------------------------------ | --------------------------------------------- | --------------------------------------------- | --------------------------------------------- | --------------------------------------------- |
| Роки виробництва               | 2010                                          | 2011–2014                                     | 2012–2014                                     | 2015–2018                                     |
| Двигун                         | V8-цетнральної компоновки, два турбонагнітачі | V8-цетнральної компоновки, два турбонагнітачі | V8-цетнральної компоновки, два турбонагнітачі | V8-цетнральної компоновки, два турбонагнітачі |
| Об'єм                          | 5032 см³                                      | 5065 см³                                      | 5065 см³                                      | 5065 см³                                      |
| Потужність при об/хв           | 670 kW (910 к.с.) при 7000                    | 838 kW (1140 к.с.) при 7100                   | 757 kW (1030 к.с.) при 7100                   | 865 kW (1175 к.с.) при 7800                   |
| Крутний моментпри об/хв        | 1080 Нм при 5600                              | 1200 Нм при 4100                              | 1100 Нм при 4100                              | 1280 Нм при 4100                              |
| Максимальні оберти             | 7500/хв                                       | 7500/хв                                       | 8250/хв                                       | 8250/хв                                       |
| Вага (кг)                      | 1330                                          | 1330                                          | 1330                                          | 1295                                          |
| Максимальна швидкість (км/год) | 433                                           | 439                                           | 435                                           | 457                                           |

## Світові рекорди
| Швидкість        | Час     |
| ---------------- | ------- |
| 0–300 км/год     | 14.53 с |
| 0–200 миль/год   | 17.68 с |
| 300–0 км/год     | 6.66 с  |
| 200–0 миль/год   | 7.28 с  |
| 0–300–0 км/год   | 21.19 с |
| 0–200–0 миль/год | 24.96 с |